# Eolslund

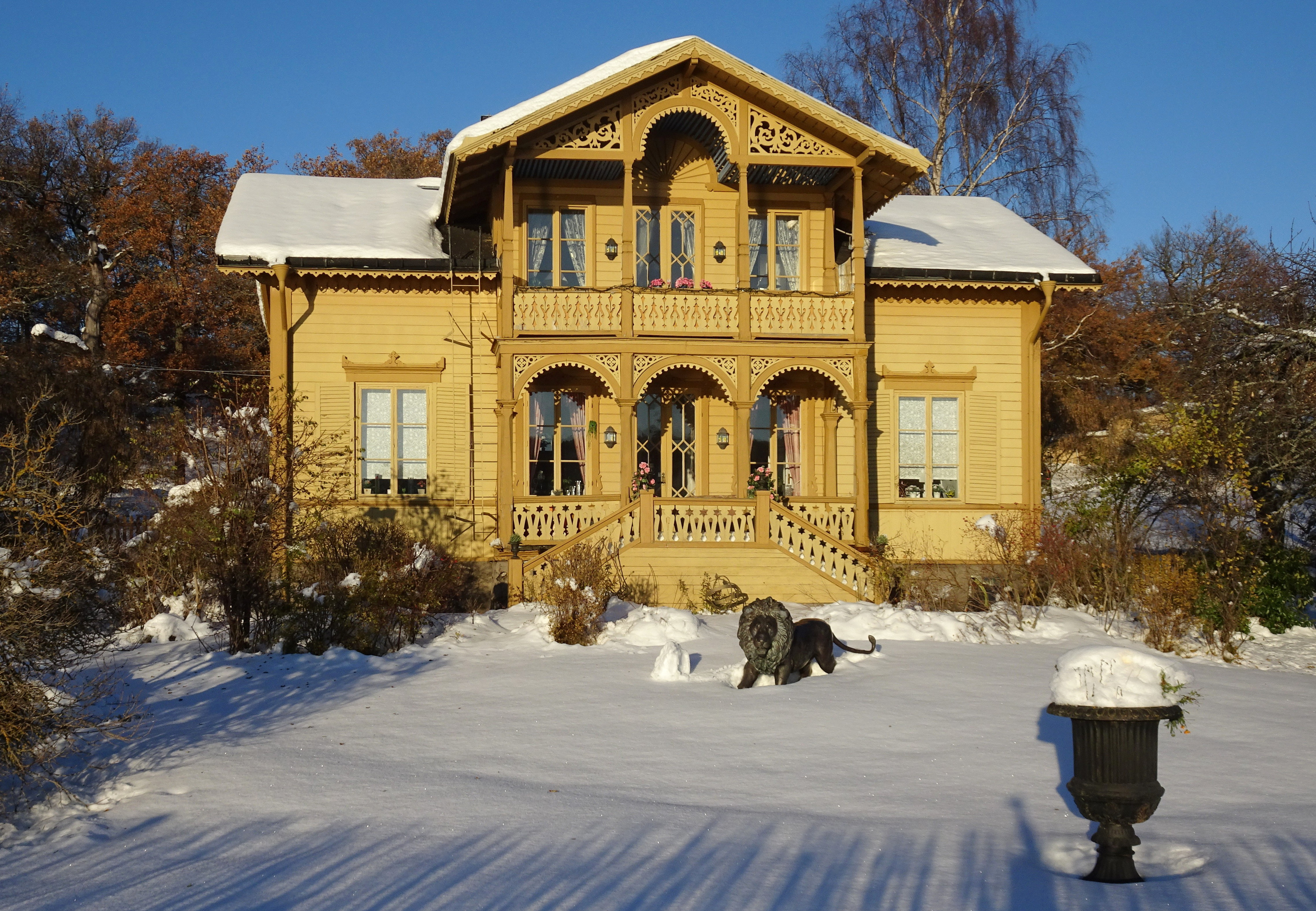
Villa Eolslund, 2016.

Eolslund är en trävilla på Södra Djurgården i Stockholm med adress Blockhusringen 37. Villan ligger på Blockhusudden intill Saltsjön.

## Eolskulle

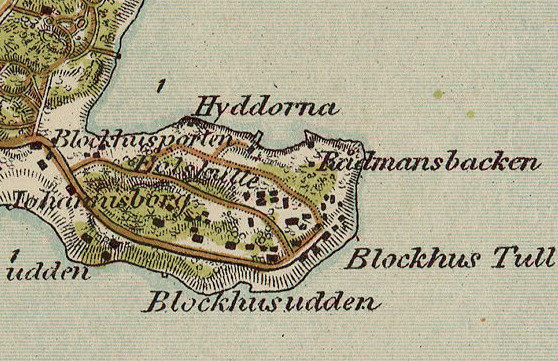
Eolskulle 1861.

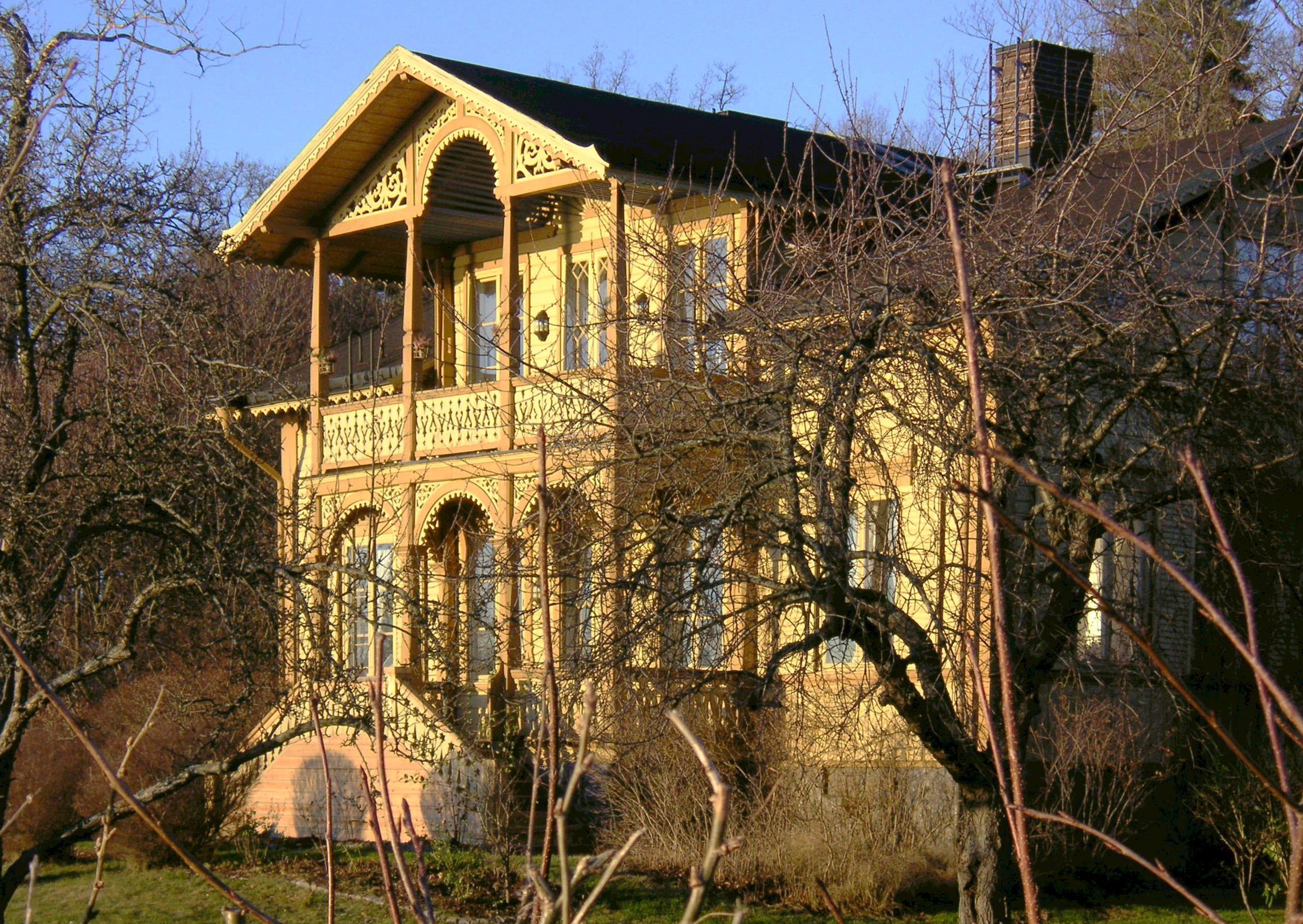
Villa Eolslund, 2005.

Eolskulle är den höjdplatå som ligger mitt på Blockhusudden. Namnet härrör från Aeolus som är den latinska formen för Aiolos, vindarnas gud. Eolus eller Eol är en äldre svensk namnform för vindguden. Man kan utgå ifrån att det blåste på denna kulle och här brukade man tända vårdkasarna för att varna för fiender som kunde anfalla Stockholm österifrån. En av de första som bosatte sig här var tullinspektören J.C. Middendorff, som 1806 fick en stor tomt och lät bygga ett mindre bostadshus med separat köksflygel. Så småningom uppfördes ett flertal hus på och intill kullen, bland dem Villa Johannisberg från 1810 och Thielska galleriet (ursprungligen kallad Villa Eolskulle) som stod färdig 1907.

## Eolslund
På 1840-talet kom området Eolskulle med tomten söder om Blockhusringen i grosshandlare J.G. Sjöbergs besittning. 1867 lät dennes änka A.E. Sjöberg uppföra den nuvarande villan. Huset är en gulockramålad träbyggnad i schweizerstil med en bottenvåning och en vindsvåning samt en stor veranda mot Saltsjön och Stockholms inlopp. Verandan, takfoten och räcken är rikt utsirade med gallerverk i lövsågsarbete, så kallad snickarglädje. Skulpturen i trädgården föreställer ett svart lejon. Huset inspirerade författaren Sven Lidman till romanen Huset med de gamla fröknarna. Han bodde själv här en kortade tid vid sekelskiftet 1900.
Villan ägdes fortfarande 1990 av samma familj, nu i femte generation. Byggnaden blev delvis förstörd vid en brand 1985, men kunde återuppföras i ursprungligt skick.